# Samuel Sandys
Samuel Sandys (ur. 10 sierpnia 1695, zm. 21 kwietnia 1770 w Highgate) – brytyjski polityk związany ze stronnictwem wigów
Był synem Edwina Sandysa, deputowanego do Izby Gmin z okręgu Ombersley. Samuel pełnił funkcję Justice in Eyre w 1756 r. (na południe od rzeki Trent) i w latach 1759–1761 (na północ od tej rzeki). W latach 1718–1743 był deputowanym do Izby Gmin z okręgu Worcester.
Początkowo był stronnikiem premiera Roberta Walpole’a, ale szybko znalazł się w grupie opozycyjnych polityków skupionych wokół Williama Pulteneya. Po upadku Walpole’a był w latach 1742–1743 kanclerzem skarbu oraz przewodniczącym Izby Gmin. W 1743 r. otrzymał tytuł 1. barona Sandys i zasiadł w Izbie Lordów. W latach 1761–1763 był pierwszym lordem handlu.
Zmarł w 1770 r. na skutek wypadku jakiemu uległ jego powóz na Highgate Hill niedaleko Londynu. Był żonaty z Letitią Tipping. Tytuł parowski odziedziczył jego najstarszy syn, Edwin.